# اوستن ثيوري
أوستن وايت (هو من مواليد 2 أغسطس 1997) ويعتبر وايت مصارع أمريكي محترف ويعرف ايضاً باسم الحلبة أوستن ثيوري . وقد عمل في إطار العديد من العروض الترويجية الخاصة بشبكة المصارعة العالمية WWN ، وحقق لقب بطولة WWN ، ولقب بطولة FIP العالم للوزن الثقيل، ولقب بطولة Evolve .

## حياتة المبكرة
في عام 2015، احتل اوستن وايت المركز الأول في بطولة إن بي سي جورجيا لكمال الاجسام، فئة المراهقين عندما كان في السابعة عشرة من عمره.

## حياته المهنية في مصارعة المحترفين

### الاتحادات المحلية المستقلة (منذ 2016 وحتى الآن)
قدم اوستن ثيوري ظهوره في عالم مصارعة المحترفين لأول مرة يوم الخميس الموافق 5 مايو 2016 حيث هزيم ايه ار فوكس في عرض لاتحاد يسمي World Wrestling Alliance 4 للفوز بطولة WWA4 الوزن الثقيل.
في 24 أبريل 2017 هزم اوستن ثيوري المصارع المخضرم هوماسيد وهذا في عرض VIP Kings Of The South . في 4 أغسطس 2017 فاز ثيوري وجينو ميدينا وسامي جيوفارا على فريق اوريون تيلور وجوي جارسيا والمصارع المحترف اندرو افريت وهذا كان في عرض VIP Gold Rush . في 20 يناير 2018 هزم ثيوري اوستن المصارع مات كروس وهذا كان في عرض XWA Xtreme Rumble 2018 .

### شبكة المصارعة العالمية (منذ 2016 وحتى الآن)
في 12 أغسطس 2016 ظهر اوستن ثيوري لأول مرة في عروض شبكة المصارعة العالمية في عرض FIP Heatstroke 2016 إلى جانب المصارع AC Mack. في 7 يناير 2017 ظهر في عرض Style Battle #01.01، حيث خسر امام ايه ار فوكس. في 1 أغسطس 2017 في عرض FIP Everything Burns اوستن ثيوري هزم أنتوني هنري. قدم ثيوري ظهوره لأول مرة في اتحاد Evolve في عرض Evolve 78، حيث هزم المصارع داربي ألين. في عرض Evolve 79، خسر ثيوري مباراة قاتلة رباعية ضد فريد ياهي وانتوني هينري والذي فاز بالمباراة هو كريس ديكنسون. في عرض Evolve 80، خسر أمام إيثان بيج  في عرض Evolve 84، هُزم من قبل ليو روش. في عرض Evolve 88، هزم ايثان كايس. في الليلة التالية في عرض 89 Evolve ، هزم ترينت باريتا . في عرض Evolve 97، هزم ثيوري بطل اتحاد Full Impact Pro العالم للوزن الثقيل فريد ياهي ليصبح بطل FIP العالم للوزن الثقيل. في عرض Evolve 98، دافع بنجاح عن البطولة ضد ياهي. في عرض FIP Everything Burns 2018، احتفظ ثيوري ببطولة World العالم للوزن الثقيل ضد مارتن ستون . في عرض Evolve 100، دافع زاك صابر الابن عن بطولة Evolve ضد ثيوري التي خسرتها لصالح ثيوري. في عرض Evolve 103، هزم ثيوري المصارع كيث لي ليصبح بطل WWN للمرة الأولى في تاريخه لينهي فترة حمل لي للقب التي استمرت لمدة 175 يومًا. في عرض Evolve 106، خسر لقب WWN لصالح جوي جينيلا. في عرض Evolve 117، هزم ثيوري مصارعي NXT فابيان أيشنر ورودريك سترونج ليفوز ببطولة Evolve للأول مرة.

### بروجريس المصارعة (منذ 2017 وحتى الآن)
ظهر ثيوري أول مرة في اتحاد بروجريس الإنجليزي في 1 أبريل 2017 في عرض مشترك لـ بروجريس وايفولف الذي كان تحت اسم WWNLive SuperShow - Mercury Rising 2017: EVOLVE Vs. PROGRESS قام كيث لي بهزم كل من ثيوري وبلاستير ماكماسيف وجاسون كانكايد. في 12 أغسطس 2017 في عرض PROGRESS New York City هزم مارك هاسكينز اوستن ثيوري ومارك اندروز وكيث لي. في عرضPROGRESS Chapter 67: Bourbon Is Also A Biscuit تمكن ثيوري وجيني هزم فريق ويل اوسبراي وكاي لي راي. في 12 ديسمبر 2018، أعلن اتحاد بروجريس عن ظهور ثيوري الأول في المملكة المتحدة بحيث صارع في عروض PROGRESS Chapter 85: Progro.Naut في 9 مارس 2019 حيث خسر امام جورج ديفلين في المباراة المؤهلة لبطولة Super Strong Style 16 2019.,
و ايضاً في عرض PROGRESS Chapter 86: Corrupted Harmony الذي اقيم في 10 مارس 2019
حيث واجه ترينت سيفين في مباراة ليست علي لقبه وخسر امامه.

### دبليو دبليو أي (2018)
في فبراير 2018، شارك وايت في تجربة WWE اختبار الاداء. واحتفظ ثيوري ببطولة WWN بفوزه على مارسيل بارتيل في اليوم الرابع من بطولة ريسلمانيا اكسيس.

### المكسيك (2018: حتي الآن)
في 16 يونيو 2018، ظهر ثيوري في عرض اتحاد ذا كراش لوتشا ليبري لأول مرة حيث واجه المصارع راي هوراس. في 2 مارس 2019، هزم اوستن ثيوري ويلي ماك ، باربارو كافيرناريو وسانسون ليصبح بطل كراش للوزن الثقيل.

## البطولات والانجازات
- ذا كراش لوتشا ليبري
  - بطولة كراش للوزن الثقيل (مرة واحدة) [34]
- ايفولف
  - بطولة ايفولف (1 مرة، البطل الحالي)
- اتحاد فول امباكت برو (FIP)
  - بطولة FIP العالم للوزن الثقيل (مرة واحدة) [35]
- اتحاد فاير ستار برو ريسلينغ (FSPW)
  - بطولة FSPW للوزن الثقيل (مرتين) [35][36]
- موتشا لوتشا أتلانتا
  - بطولة MLA العالم (مرة واحدة)
- لجنة كمال الاجسام الوطنية
  - NPC جورجيا للمراهقين، فائز ببطولة كمال الأجسام للرجال (مرة واحدة) [1][3]
- اتحاد بيتشسايت ريسلينغ الينز (PWA)
  - بطولة PWA التراثية (مرة واحدة) [35]
- برو ريسلينغ اليزستارتيد
  - احتل المرتبة رقم 171 من أفضل 500 مصارع فردي في ترتيب مجلة PWI 500لعام 2018 [37]
- اتحاد ورلد ريسلينغ اليانز 4 (WWA4)
  - بطولة WWA 4 للوزن الثقيل (مرة واحدة) [4][35]
- شبكة المصارعة العالمية
  - بطولة دبليو دبليو ان (مرتين، البطل الحالي) [22][35]
- إكستريم ريسلينج اليانز (XWA)
  - بطولة XWA للوزن الثقيل (مرة واحدة) [38]
  - لقب الولايات المتحدة (WWE)

## روابط خارجية
- اوستن ثيوري على موقع IMDb (الإنجليزية)
- اوستن ثيوري على موقع قاعدة بيانات الفيلم (الإنجليزية)
- اوستن ثيوري على موقع دبليو دبليو إي (الإنجليزية)
- اوستن ثيوري على موقع WrestlingData.com (الإنجليزية)
- اوستن ثيوري على موقع CageMatch worker (الإنجليزية)
- اوستن ثيوري على موقع قاعدة بيانات المصارعة على الإنترنت (الإنجليزية)
- اوستن ثيوري على موقع عالم المصارعة على الإنترنت (الإنجليزية)
- اوستن ثيوري على موقع عالم المصارعة على الإنترنت (الإنجليزية)
- تويتر
- صفحة اوستن ثيوري علي موقع كيدج ماتش